# Matt Willis
Matthew James Willis, znany także jako Matt Willis (ur. 8 maja 1983 w Tooting w Londynie) – brytyjski muzyk, piosenkarz i autor tekstów.
Członek zespołu Busted, a w latach 2013–2015 supergrupy McBusted

## Kariera muzyczna
W zespole Busted grał na gitarze basowej, śpiewał i czasem grywał na perkusji, poza tym napisał dla grupy m.in. utwory „What I Go to School for” czy „Sleeping with the Light on”. W listopadzie 2006 rozpoczął karierę solową wydaniem przez wytwórnię Mercury Records albumu pt. Don’t Let It Go to Waste, który zawierał 12 utworów utrzymanych w stylu pop. Również w 2006 roku zwyciężył w finale szóstej edycji reality show I’m a Celebrity – Get Me Out of Here.
W 2013 roku został członkiem supergrupy McBusted. 10 listopada 2015 roku podczas konferencji prasowej ogłoszono powrót Busted w pełnym składzie.

## Życie prywatne
5 lipca 2008 roku wziął ślub z prezenterką telewizyjną Emmą Griffiths w Rushton Hall, Northamptonshire. Mają trójkę dzieci: córkę Isabelle Catherine (ur. 2009), syna Ace Billy (ur. 2011) i córkę Trixie Grace (ur. 2016).

## Filmografia
- 2014: Tourplay jako on sam
- 2014: Allies jako Szeregowy Billy Munns
- 2014: Birds of a Feather jako Garth Stubbs
- 2014: EastEnders jako Luke Riley
- 2013: Marple jako Cayley
- 2013, 2000: Na sygnale jako Rich Harris/Lenny Christie
- 2003: Busted: Christmas for Everyone jako on sam
- 2000: The Bill jako Karl Barrett